# ابن جمعان
ابراهیم بن عبدالله بن ابراهیم شهرت‌یافته به ابن جَعمان (۱۶۷۲م) فقیه، نویسنده و شاعر یمنی بود. فتاوی و آیة الحائر در علم عروض از آثار اوست.